# Ламхери
Ламхери (груз. ლამხერი) — село в Грузии, на территории Местийского муниципалитета края (мхаре) Самегрело-Верхняя Сванетия.

## География
Село находится в северо-западной части Грузии, к северу от реки Ингури, на расстоянии приблизительно 18 километров (по прямой) к западу от посёлка городского типа Местиа, административного центра муниципалитета.

## Население
По результатам официальной переписи населения 2014 года в Ламхери проживало 14 человек (8 мужчин и 6 женщин). В национальной структуре населения грузины составляли 100 %.
| Год  | Население, человек |
| ---- | ------------------ |
| 2002 | 19                 |
| 2014 | ↘ 14               |